# しあわせのマスカット
『しあわせのマスカット』は、2021年5月14日に公開された日本映画。監督は吉田秋生、主演は映画単独初主演となる福本莉子。
岡山県で国内シェア9割を生産しており、ぶどうの女王と呼ばれる「マスカット・オブ・アレキサンドリア」を使った和菓子に出会って、魅了された女子高生が、いつかは自分が考えた和菓子を作りたいという夢の実現に向かって奮闘する様を描く。
2019年11月6日から14日（現地時間）まで、米ロサンゼルスにて開催されたアジアン・ワールド・フィルム・フェスティバル2019で、「Japan Day部門」に選出された本作品のワールド・プレミア上映が11月13日に行われている。
2021年4月22日には東京・東新橋のスペースFS汐留で完成披露会見が行われ、主演の福本莉子らが出席した。
なお、2021年5月14日の公開日より、ロケ地となった岡山県の上映館4館では、本編開始前に福本莉子、長谷川初範、竹中直人の舞台挨拶風コメント動画が上映された。

## 製作
本作の撮影は、2019年5月25日から6月6日にかけて、岡山市を中心に、総社市、倉敷市など岡山県でのオールロケにより行われた。「主なロケ地」参照。
プロデューサーの丹羽は、アジアン・ワールド・フィルム・フェスティバル2019での上映後に「撮影の1年前に脚本の取材に岡山入りした際に、実際の水害の話を伺い、当初考えていたストーリーから大幅に変更させて今の作品に行き着いた」と回顧している。
また、主演の福本は、「私が演じた相馬春奈は、何度挫けても明るく輝く太陽のような女の子です。初めての単独主演をこの作品で務められた事を嬉しく思います!」とコメントしている。
なお、本作は岡山を拠点に世界各地で店舗を持つ和菓子の宗家 源吉兆庵が全面協力している。

## あらすじ
北海道から修学旅行で岡山に来ていた高校生・相馬春奈は、病気の祖母のお土産に、ぶどうの女王と呼ばれる「マスカット・オブ・アレキサンドリア」を購入しようとしたが、財布を落としてしまい、諦める。
春奈が代わりに見つけたのが、「陸乃宝珠」というマスカット・オブ・アレキサンドリアをまるごと一粒包んだ和菓子だった。春奈の手元に残っていたお金で買えたのは、このお菓子2つだけだったが、祖母がすごく喜んで食べてくれたことに春奈は感動し、その和菓子を製造している岡山の老舗和菓子メーカー、宗家 源吉兆庵に就職をした。平成30年4月のことである。
笑顔を忘れない元気な春奈だったが、研修中はどの部署に行っても失敗ばかりで、困った会社は、ぶどう農家の秋吉伸介の所にぶどう作りの支援のため春奈を派遣する。助けなど必要ないから来なくていいと伸介に言われながらも負けずに頑張る春奈は、同じぶどう農家の屋敷達也の応援もあって、次第に紳介との距離を縮めていく。
だが、10年前に交通事故で亡くなった紳介の一人息子・太郎のぶどう園を続けるかどうかで紳介と揉めて、もうぶどう園には来なくていいと言われてしまう。
仕事も上手くいかず落ち込んだ春奈に姉の雪絵が北海道に戻るよう勧め、春奈は会社を辞めて故郷に帰るか迷う。そんな時、岡山県を西日本豪雨の災害が襲った。春奈は、紳介のぶどう園のことを心配し、駆けつける。

## キャスト

### 主要人物
相馬春奈（そうま はるな）
演 - 福本莉子
いつかは自分が考えた和菓子を作りたいという夢を叶えるために奮闘する。
面接に遅刻してしまったが、社長が特別に面接してくれて採用となる。
商品部に配属され、偏屈で名高いぶどう農家の伸介の所に派遣される。
秋吉伸介（あきよし しんすけ）
演 - 竹中直人
ぶどう農家。亡くなった息子が育てたぶどう園を守る寡黙で頑固な男。
今年の収穫を終えたら、息子のぶどう園は終わりにしようと考えている。
屋敷達也（やしき たつや）
演 - 中河内雅貴
ぶどう農家の青年。何かと春奈を応援してくれる。
相馬雪絵（そうま ゆきえ）
演 - 本仮屋ユイカ
春奈の姉。カーリング選手として活躍しており、所属チームが東日本選手権で優勝する。
秋吉みよし（あきよし みよし）
演 - 土居裕子
伸介の妻。春奈を気に入り、何かと気を遣ってくれる。
田岡社長
演 -長谷川初範
春奈が勤務する源吉兆庵の社長。
春奈の祖母の話に涙ぐみ、春奈の笑顔に魅了されて採用を決める。

### 源吉兆庵関係

#### 人事部
緑川祐二（みどりかわ ゆうじ）
演 - ヨシダ朝
人事部長。遅刻してきた春奈を不合格にしようとしたが、田岡社長の一存で採用になってしまう。
川本百合恵（かわもと ゆりえ）
演 - 宝積有香
人事部職員。失敗だらけの春奈の処遇に悩む。

#### 春奈の先輩社員
板橋政恵
演 - 大島蓉子
販売部。研修中の春奈に店頭での接客の指導をする。一生懸命だが失敗ばかりの春奈に頭を抱える。
今西大輔
演 - 佐野泰臣
商品開発部の主任。研修中の春奈を指導するが、お菓子を試食して美味しいとしか言わない春奈に呆れ気味。
工場長
演 - ボブ鈴木
研修中の春奈を指導。小学生の団体見学のお世話をするよう春奈に指示する。
春奈の失敗で、お菓子の材料を大きな容器ごと廃棄せざるを得なくなる。
秋山守
演 - 田中要次
警備員。入社が決まった春奈に頼まれて記念写真を撮る。

#### 新入社員（春奈の同期）
尾崎奈緒
演 - 大久保聡美
営業部に配属される。既にデパートに営業をこなし評価も高い。
面接に遅刻してきて採用された春奈のことを「大物ちゃん」と言っている。
だが、被災したぶどう農家の片付けを春奈が一人でやっているのを知り「マジで大物」と言い始める。
矢島祐美子
演 - 森日菜美
秘書室に秘書として配属される。秘書検定準1級を取得している。
金澤こころ
演 - 村瀬美穂
マーケティング部に配属される。
ディスプレイのセンスが優れており、早速実際の店舗のディスプレイを任せられる。

### 店を訪れた客
太田綾子
演 - 長内美那子
研修中の春奈に接客を受けた客。

## スタッフ
- 監督 - 吉田秋生
- 脚本 - 清水有生
- 音楽 - 遠藤浩二
- エンディング曲 - 横山幸雄
- 製作総指揮・企画プロデューサー - 丹羽多聞アンドリウ
- アソシエイトプロデューサー - 三木和史
- 撮影 - 鈴木周一郎
- 美術 - 山﨑輝
- 照明 - 高井大樹
- 録音 - 土屋和之
- 編集 - 平野一樹
- 整音 - 中村雅光
- 音響効果 - 橋本正明
- 装飾 - 西沢和幸
- 持道具 - 細谷恵子
- 衣装 - 片柳利依子
- ヘアメイク - 吉森香織
- キャスティング - 小板洋司
- 方言指導 - 八木景子
- 助監督 - 小村孝裕
- スチール - 渡辺富雄
- 配給 - BS-TBS
- 製作 -「しあわせのマスカット」製作委員会

## 主なロケ地
岡山市
- 宗家 源吉兆庵本社ビル、藤田工場 …春奈の勤務する会社。
- 天満屋岡山本店…春奈が新人研修で販売の指導を受けた店舗。
- セントラルホテル岡山…春奈が修学旅行で宿泊し、財布が見つからないとフロントに泣きついたホテル。
- 岡山電気軌道・東山電停…春奈のアパートの最寄り電停。
- JR岡山駅…春奈が会社を辞めて北海道に帰るため向かった駅。
- 岡山市立せのお病院…春奈の祖母が北海道で入院していた病院に見立てて撮影された。

倉敷市
- 倉敷美観地区…相馬姉妹が観光をした街並み。
- 町屋喫茶三宅商店…相馬姉妹が観光中にパフェを食べた喫茶店。雪絵が近くにカーリングできる場所があるとスマホで見つけて春奈を誘う。
- ヘルスピア倉敷…相馬姉妹がカーリングをしたスケートリンク。

総社市
- マスカット農園…秋吉伸介のマスカット園などとして撮影された。

## その他

### 和菓子「しあわせのマスカット」
作品中で、相馬春奈が「太郎さんのマスカット」として発案し、イラストに描いた和菓子が「しあわせのマスカット」として実際に商品化され、2021年4月22日から販売されていた。
なお、春奈を演じた福本莉子が「映画を見て『おいしそうだな』と思った方が本当に食べられるし、お店で和菓子から見た方には『こんな映画があるんだ。見に行こう』と思っていただける。ふわふわでおいしい『しあわせのマスカット』も、ぜひ楽しんでいただきたいです」とコメントしている。